# Chamoy (Sauce)

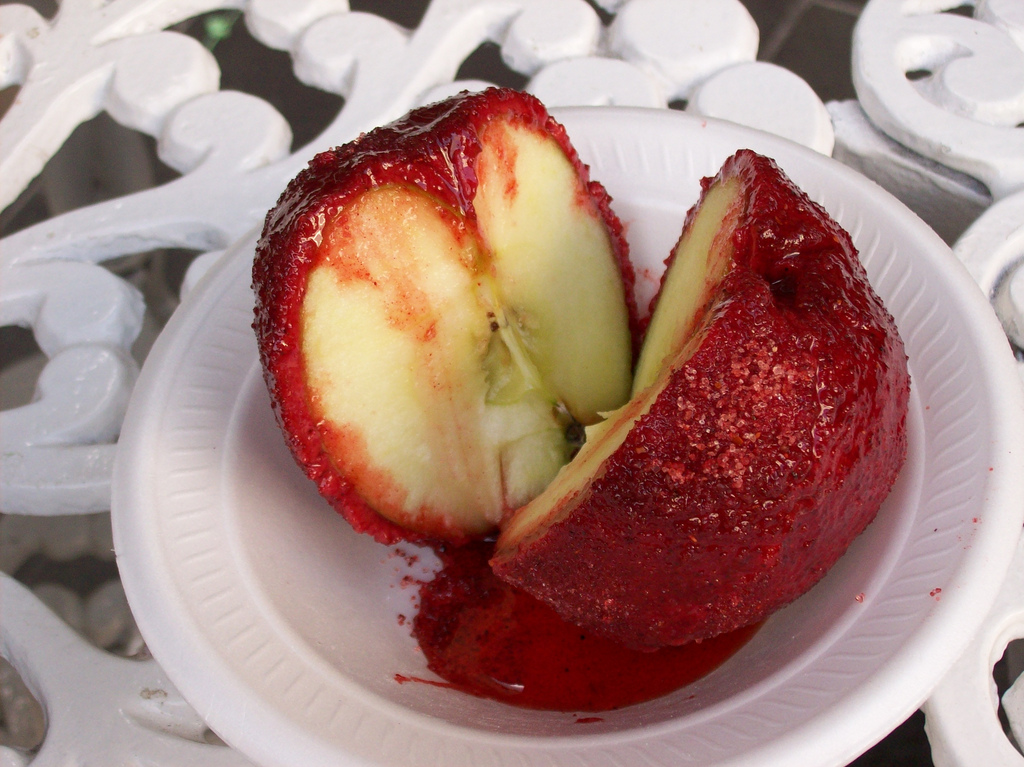
Apfel mit Chamoy-Paste bedeckt.

Chamoy ist die Bezeichnung einer Vielzahl von Saucen aus der mexikanische Küche, die aus eingelegten Früchten hergestellt und mit Chilis geschärft werden. Chamoy kann von einer flüssigen bis zu einer pastösen Konsistenz reichen. Der Geschmack ist typischerweise salzig, süß, sauer und scharf.

## Zubereitung
Bei mexikanischem Chamoy werden die Früchte zuerst in eine Sole eingelegt. Diese Sole wird gelegentlich mit Essig angesäuert. Dadurch wird den Früchten die natürliche Feuchtigkeit durch Osmose entzogen. Wenn das Obst ausreichend getrocknet ist, wird es von der Salzlake getrennt und als Snack, bekannt als Saladitos (dt.: kleine salzige Dinge), verkauft. Durch das Würzen mit Chilipulver wird die übriggebliebene Fruchtlake zur Chamoy. Die Chamoy kann weiter reduziert oder mit pürierten Früchten eingedickt werden, um eine Vielzahl von Konsistenzen zu erzielen.
Aufgrund von Unterschieden in der gewählten Fruchtart und der Zusammensetzung der verwendeten Salzlösungen kann Chamoy im Geschmack stark variieren. Die meisten sind aufgrund der Zugabe von Chilipulver recht herzhaft und scharf und aufgrund der Salzlake salzig. Je nachdem, ob und wie viel Essig verwendet wurde, kann es zudem von sauer bis süß variieren.

## Ursprung

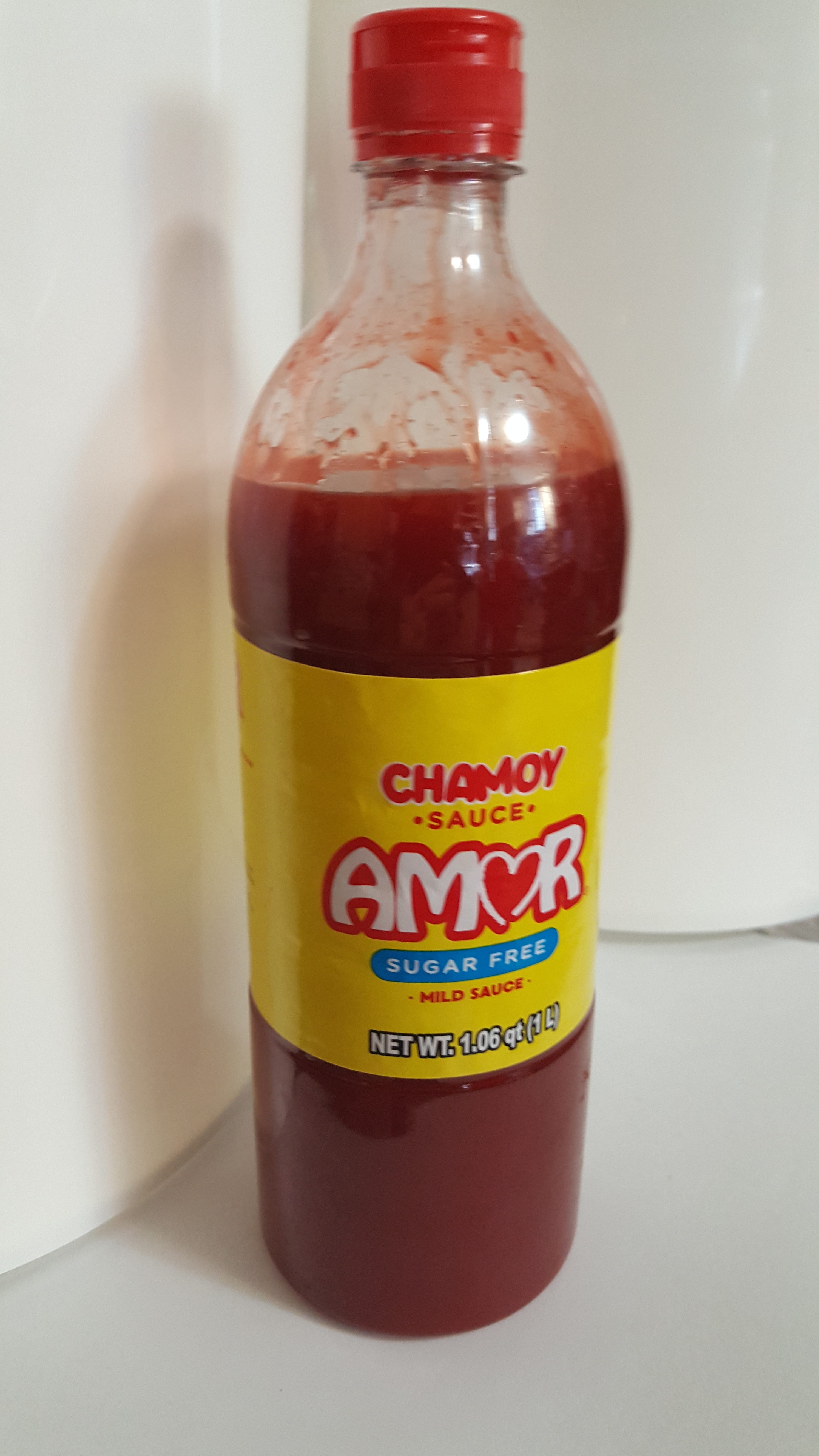
Eine kommerzielle Chamoy-Sauce, die in den USA verkauft wird.

Die genauen Ursprünge der Chamoy ist ungewiss. Es gibt drei Möglichkeiten wie sie nach Mexiko eingeführt wurde sowie für den Ursprung des Namens. Alle von ihnen stammen letztendlich aus den chinesischen Crack seed Snacks (li hing mui, 旅行梅), die aus getrockneten, sauren und salzigen Pflaumen oder Beeren hergestellt werden.
Die erste Hypothese geht auf philippinische Einwanderer zurück, die auf den Manila-Galeonen von 1565 bis 1815 nach Mexiko kamen. In diesem Fall wäre Chamoy aus dem Philippinischen Gericht champoy (auch tsampoy oder selten sampóy geschrieben) entstanden. Champoys wird mit identischen Technik aus getrockneten Früchten hergestellt, die in Salzlake und Essig eingelegt wurden. Diese werden normalerweise aus lokal erhältlichem Myrica rubra oder aus importierten Pflaumen, Trockenpflaumen oder Aprikosen hergestellt. Letztere sind häufig unter dem separaten Namen kiamoy – im Philippinisch-Spanisch ciamoy geschrieben – bekannt und damit ein weiterer möglicher Ursprung des Begriffs „Chamoy“. Sie haben das gleiche Geschmacksprofil wie Chamoy: eine Kombination aus süß, sauer und salzig. Sie stammen von den li hing mui-Rezepten die von chinesischen Einwanderern (sangley, 生理人) während der spanischen Kolonialzeit auf die Philippinen gebracht wurden und erhielten ihren Namen vermutlich vom philippinischen Hokkien cao mue („Grasbeere“, 草莓) oder dem ähnlichen kantonesischen Snack chan pei mui („Mandarinenschalen-Pflaume“, 陳皮梅). In der Neuzeit wird der Name auch auf die nicht verwandten philippinischen Tamarindensüssigkeiten angewendet, die aus reifen Tamarindenbällchen hergestellt werden, welche in einer Salz- und Zuckermischung gekocht werden. Wie auch immer, während sich champoy auf den Philippinen auf die eingelegte Frucht bezieht, bezieht sich in Mexiko der Begriff chamoy auf die Sauce, die aus dem Einlegen der Frucht gewonnen wird; während die Früchte selbst heute als Saladitos bekannt sind.
Die zweite Hypothese geht auf chinesische Arbeiter aus dem 19. Jahrhundert auf Hawaii zurück, die ebenfalls die Tradition des li hing mui als gesalzene und getrocknete Aprikosen mit sich führten. In dieser Version leitet sich der Name „Chamoy“ angeblich von sai mui („westliche Ume“, 西梅)
, was auf Hawaii genau genommen ein Sammelbegriff für Trockenfrüchte (insbesondere Pflaumen) ist. Es ist jedoch nicht bekannt wie es nach Mexiko eingeführt wurde, da die Manila-Galeonen Hawaii nicht passieren. Damit ist die Verbindung dürftig.
Die dritte Hypothese geht über das japanische umeboshi. Der Begriff „Chamoy“ wäre in diesem Fall von Teikichi Iwadare, einem japanischen Einwanderer nach Mexiko, geprägt worden, der in den 1950er Jahren Umeboshi aus Aprikosen herstellte, welche er abgeleitet vom chinesischen suan mei („saure Pflaume“) oder vietnamesisch xí muôi („konservierte Pflaume“) angeblich „chamoy“ nannte. Es wird jedoch nicht erklärt, warum ein japanischer Einwanderer sein Produkt basierend auf einem Chinesisches oder Vietnamesisches Wort benennen sollte. Die Zubereitung von Umeboshi unterscheidet sich dadurch, dass nur Trockensalz und kein Essig verwendet wird.

## Verwendung

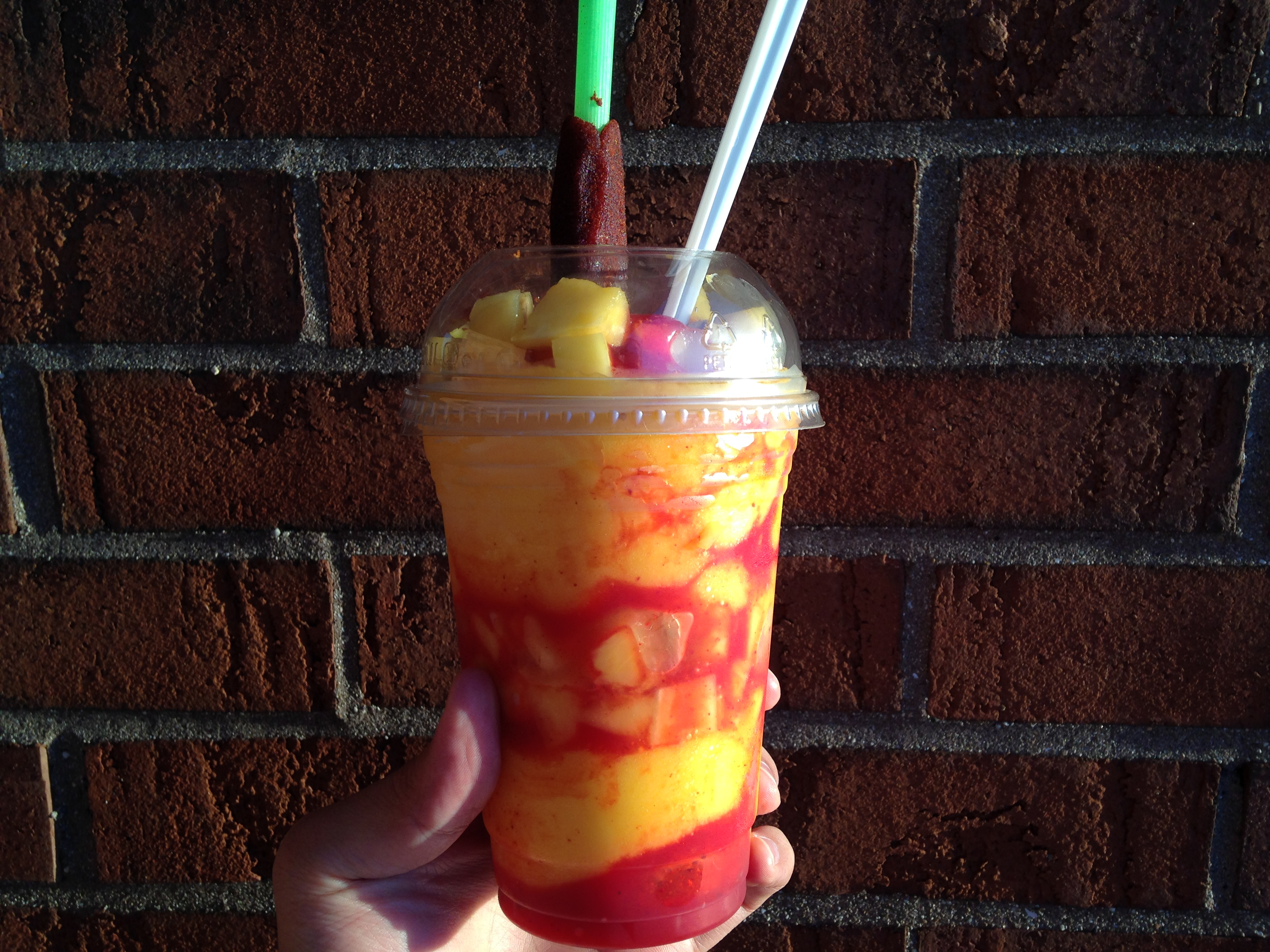
Chamoy wird zur Herstellung von Mangonadas verwendet.

In Mexiko und Teilen des amerikanischen Südwestens werden verschiedene Versionen der mexikanischen Chamoy unter verschiedenen Markennamen verkauft. Die dünnere, flüssigere Chamoy wird in der Regel abgefüllt und ähnlich wie scharfe Saucen vermarktet. Aufgrund der Kombination aus Salz, Süße und Schärfe wird Chamoy als Gewürz für eine Vielzahl von Lebensmitteln beworben, von frischem Obst und Säften bis hin zu Kartoffelchips und verschiedenen Nüssen. Es ist eine der häufigsten Zutaten für das als "Tostilocos" bekannte Streetfood.
Dickere Chamoy mit pastöser Konsistenz wird gelegentlich in kleinen Gläsern verkauft, die sich als Dip für Gemüse oder festere Früchte eignet. Diese Gläser werden oft zusammen mit ähnlichen beliebten mexikanischen Süßigkeiten aus Mango, Tamarinde und Wassermelone verkauft. Diese Süßigkeiten werden oft auch im salado y enchilado (deutsch salzig und chili) Stil zubereitet.
Chamoy wird auch als Aroma für gefrorene Süßwaren wie Sorbet oder Raspados verwendet, eine einzigartige Geschmackskombination, die gleichzeitig süß, salzig, scharf und kalt ist. Raspados, die in diesem Stil zubereitet werden, werden oft als Chamoyada bezeichnet. Paletas werden auch häufig in Kombination mit Chamoy angeboten. Zu den beliebtesten Geschmackskombinationen in Raspados und Paletas gehören Ananas, Gurke, Limette, Mango, Orange, Tangerine, Tamarinde und Wassermelone.
Die beliebte mexikanische Biermischung Michelada wird manchmal mit Chamoy anstelle oder zusätzlich zu den traditionell verwendeten Soßen, zubereitet.